# 와타나베 쇼이치 (언어학자)
와타나베 쇼이치(渡部昇一, 1930년 10월 15일 ~ 2017년 4월 17일)는 일본의 영어학자, 평론가이다. 조치 대학 명예 교수를 역임했다.

## 생애
야마가타현 쓰루오카시에서 태어났다. 조치 대학 영문학과와 동 대학원을 졸업했다. 독일 베스트팔렌 빌헬름 대학교 대학원에서 박사 과정을 수료했다. 전공인 영어학 외에 역사, 정치, 사회 평론을 발표했다. 일본 근현대사에 관해 적극적으로 발언하였다.

## 일화
- 중일 전쟁은 중국과 미국의 음모에 일본이 걸려든 것이라고 주장하는 등 일본의 침공을 부정했다. 또한 일본군 위안부에 대해서도 일본의 책임을 완전히 부정했다.

## 같이 보기
- 일본인론